# These Days
These Days är ett album av Bon Jovi. Albumet släpptes 1995 och sålde i 10 miljoner exemplar. These Days innehåller fem Top 40-singlar,
"This Ain't A Love Song", "Something For The Pain", "Lie To Me", "These Days" och "Hey God".
Med den här skivan visade Bon Jovi att de fortfarande var att räkna med när många av deras likar från 80-talet inte överlevt övergången till grunge-musiken som slog stort under tiden för albumets utgivning. These Days är en mer balladliknande skiva med bland andra låtarna "These Days" och "This Aint A Love Song". Skrivan har sålt över 11 000 000 exempelvis och är Bon Jovis femte största album. "This Aint A Love Song" toppade listorna i Europa och låg på sjätte plats i Storbritannien. These Days låg på sjunde plats i Storbritannien.

## Låtlista
1. "Hey God" (Jon/Richie)
2. "Something For The Pain" (Jon/Richie/Child)
3. "This Ain't A Love Song" (Jon/Richie/Child)
4. "These Days" (Jon/Richie)
5. "Lie To Me" (Jon/Richie)
6. "Damned" (Jon/Richie)
7. "My Guitar Lies Bleeding In My Arms" (Jon/Richie)
8. "(It's Hard) Letting You Go" (Jon)
9. "Hearts Breaking Even" (Jon/Child)
10. "Something To Believe In" (Jon)
11. "If That's What It Takes" (Jon/Richie)
12. "Diamond Ring" (Jon/Richie/Child)
13. "All I Want Is Everything" (Jon/Richie, bonus track)
14. "Bitter Wine" (Jon/Richie, bonus track)

## Medverkande
- Jon Bon Jovi - sång, munspel och gitarr
- Richie Sambora - gitarr och sitar, Bakgrundssång
- Tico Torres - trummor och slagverk
- David Bryan - keyboard, Bakgrundssång

### Övriga medverkande
- Hugh McDonald - basgitarr
- Robbie Buchanan - keyboard, programmering
- Jerry Cohen - keyboard
- Rory Dodd - bakgrundssång
- Randy Jackson - basgitarr
- Suzie Katayama - dragspel
- Richie LaBamba - trombon
- Ed Manion - barytonsaxofon
- Mark Pender - trumpet
- Jerry Vivino - tenorsaxofon